# 纳文慕仁盟
纳文慕仁盟（汉语拼音字母：Nûûn Moron，为达斡尔语“嫩江”意；达斡尔语：《达汉对照词典》记音符号），是呼伦贝尔东部曾经存在的一个盟。

## 历史
1932年2月在满洲国国务院设立兴安局，不久改为兴安总署。1932年6月5日，兴安总省设立兴安东分省。1933年1月27日，兴安东分省临时办公处由齐齐哈尔移驻扎兰屯，正式建立兴安东分省公署。下辖布特哈旗、阿荣旗、喜扎嘎尔旗、莫力达瓦旗和巴彦旗5个旗。1934年12月1日，兴安东分省改为兴安东省。1943年10月，满洲国政府取消兴安四省，建立兴安总省，省公署设在王爷庙（今乌兰浩特市），下设兴东地区公署。
抗战胜利后，1945年11月下旬兴东公署筹备人员在扎兰屯召开了兴东地区公署成立大会，布特哈旗、阿荣旗、莫力达瓦旗、喜扎嘎尔旗、巴彦旗等原兴安东省所辖各旗及黑龙江省齐齐哈尔市、龙江县等均派代表团参加了成立大会。选举曾担任布特哈旗旗长的志达图（又名孟根仓，达斡尔族）为行政公署主任。1945年12月4日，兴东地区行政公署（简称兴东公署），辖布、阿、莫、巴4个旗（喜扎嘎尔旗划归兴安盟科右前旗），归属筹建中的东蒙古人民自治政府。1945年10月中共嫩江省工委派夏辅仁（嫩江军区政治部宣传部长，嫩江人民自卫军司令部敌工部副部长）率20余人开展工作；嫩江省工委还派中共党员厉男到布特哈旗做争取少数民族上层人士工作。同一时期，中共东北局派党员苏林亦来布特哈旗调查了解社会情况，开展统战工作。。在夏辅仁等中共党员的组织指导和帮助下，扎兰屯市（原布特哈旗）先后组建了东北自治军第二旅、大河湾公安大队等地方人民武装，开展保卫家乡、清剿土匪和打击国民党军事武装等斗争。1946年2月张策、王盛荣等5人来扎兰屯开展工作，并根据东蒙自治政府的指示，依靠达斡尔等民族上层人士和知识分子，于1946年3月27日在扎兰屯召开纳文慕仁人民代表大会。1946年4月3日，乌兰夫在热河省承德主持召开著名的“四·三”会议，决定将东蒙古自治政府改组为兴安省政府，省政府驻王爷庙，实行盟、旗体制，各地省政府一律改建为盟政府，盟政府的名称由当地人民讨论决定。在扎兰屯的兴东地区行政公署开始积极筹建盟政府。兴安省政府派出克力更、敖匡海、敖勤学等人，组成兴东地区行政公署建盟工作组，由19人组成建盟筹备委员会。关于建盟后的具体名称和组成人员，筹委会广泛征求各界意见。原兴安东省的人口中，达斡尔族人口占较大比例，因此，在筹建盟政府的过程中，除原兴安东省所辖各旗代表外，齐齐哈尔地区和龙江县均派出以达斡尔族人为主的代表参加了筹备工作和代表大会。根据齐齐哈尔地区代表和巴彦旗代表的建议，决定建立纳文慕仁省（“纳文慕仁”即达斡尔语“嫩江”之意）。1946年5月3日建立纳文慕仁省，省公署设在扎兰屯。1946年5月上旬，中共西满分局决定在布特哈旗建立巩固的后方根据地，西满军区副司令员朱子修及古伟等带领100余名干部与部分民主联军轻伤病员从齐齐哈尔抵达布特哈旗，在纳文慕仁盟地区开展发动群众、土地改革、清剿土匪、建立人民政权和支援前线等工作。1946年5月以嫩江人民自卫军布特哈第2、齐齐哈尔第5、莫力达瓦第8旅在扎兰屯合编为内蒙古人民自卫军第五师，鄂嫩日图为师长，朱子修（西满军区副司令员）为政委(后克力更、夏辅仁)、副师长何忠明、副政委夏辅仁、吴泽民、参谋长姚风贤，参谋处长鄂秀峰,师部设在扎兰屯,下设第41、第42、第43团和教导团，兵力500余人。1946年6月27日改称为纳文慕仁盟政府，盟长额尔登（金耀洲）、副盟长夏辅仁。1946年6月,中国共产党纳文慕仁盟工作委员会在扎兰屯建立，以朱子休、夏辅仁为负责人。1946年10月内蒙古自治运动联合会在扎兰屯设立了内蒙古自治运动联合会东蒙总分会驻扎兰屯办事处，为内蒙古自治运动联合会派驻机构。1947年4月23日内蒙古自治政府成立，1947年5月1日纳文慕仁盟政府归属内蒙古自治政府领导。
1949年4月11日，由呼伦贝尔盟和纳文慕仁盟合并成立呼伦贝尔纳文慕仁盟。1953年4月，根据内蒙古自治区人民政府命令，撤销呼纳盟政府，设立内蒙古自治区东部区行政公署。1954年4月内蒙古自治区人民政府决定撤销东部区行政公署，将这一地区的呼纳盟、兴安盟合并为呼伦贝尔盟，布特哈旗隶属于呼伦贝尔盟。
现在，“纳文慕仁”为莫力达瓦达斡尔族自治旗尼尔基镇的一个社区居委会的名称。